# ホテル・モスクワ (ベオグラード)
ホテル・モスクワ（セルビア語キリル・アルファベット: Хотел Москва, 英語: Hotel Moscow）は、セルビアの首都ベオグラードにある4つ星ホテル。セルビアのホテルとして最古の老舗ホテルとして名を馳せている。1908年創業当時はインとして運営されていた。館内からノヴィ・ベオグラードの景色を眺望できる。テラジイェ周辺は伏流水が豊富で、ホテル内の地下水も豊富な湧出量を誇る。

## 概要
ベオグラード市当局が売却していた空き地を地元の商人ボシュコ・タディッチが買収したことが宿泊施設になるきっかけとなる。タディッチは妻のスタナと共に平屋のインを設営した。
栗の木が佇む高台で隣国のオーストリア＝ハンガリー帝国やゼムンなどの農民が農産物販売所として使用できるように、施設の前でマーケットとして貸した。タディッチ亡き後は妻のスタナがオーナーとなった。後にスタナの兄弟へと運営が引き継がれて、1902年までに商人のミタル・ヴランコヴィッチとニコラ・ヴクコヴィッチが買収。1905年3月にホテルとしての建設が開始された。分離主義者によって、ギリシア建築様式が採られた。当時、ホテルの外観は約70,000人のベオグラード市民を圧倒させた。当時の客室数は36室であった。
ペータル1世の命によって、1908年1月14日開業。セルビア王立軍による演奏も行われた。1階にカファナが入居している。新聞社ポリティカは「バルカン半島で最も美しいロシア建築のホテル」だと報じた。
第二次世界大戦中は国営となると、一般人の利用は減った。2005年にはモスクワの実業家によって、買収された。2011年に全面改装を行なっている。